# Acosmeryx daulis
Acosmeryx daulis är en fjärilsart som beskrevs av Jean Baptiste Boisduval 1875. Acosmeryx daulis ingår i släktet Acosmeryx och familjen svärmare. Inga underarter finns listade i Catalogue of Life.